# Капчик
Капчик (укр. Капчик, крымскотат. Qapçıq, Къапчыкъ, Пещерный) — мыс в Новом Свете (Крым). Находится между двумя горами — Орёл и Караул-Оба. Разделяет Синюю и Голубую бухты. По нему проходит тропа Голицына. Капчик очертаниями напоминает гигантского окаменелого ящера.
На мысе снималась сцена штурма пиратами блокгауза из телефильма «Остров сокровищ» (1982), а также стоянка «автокочевников» из кинокомедии «Спортлото-82».

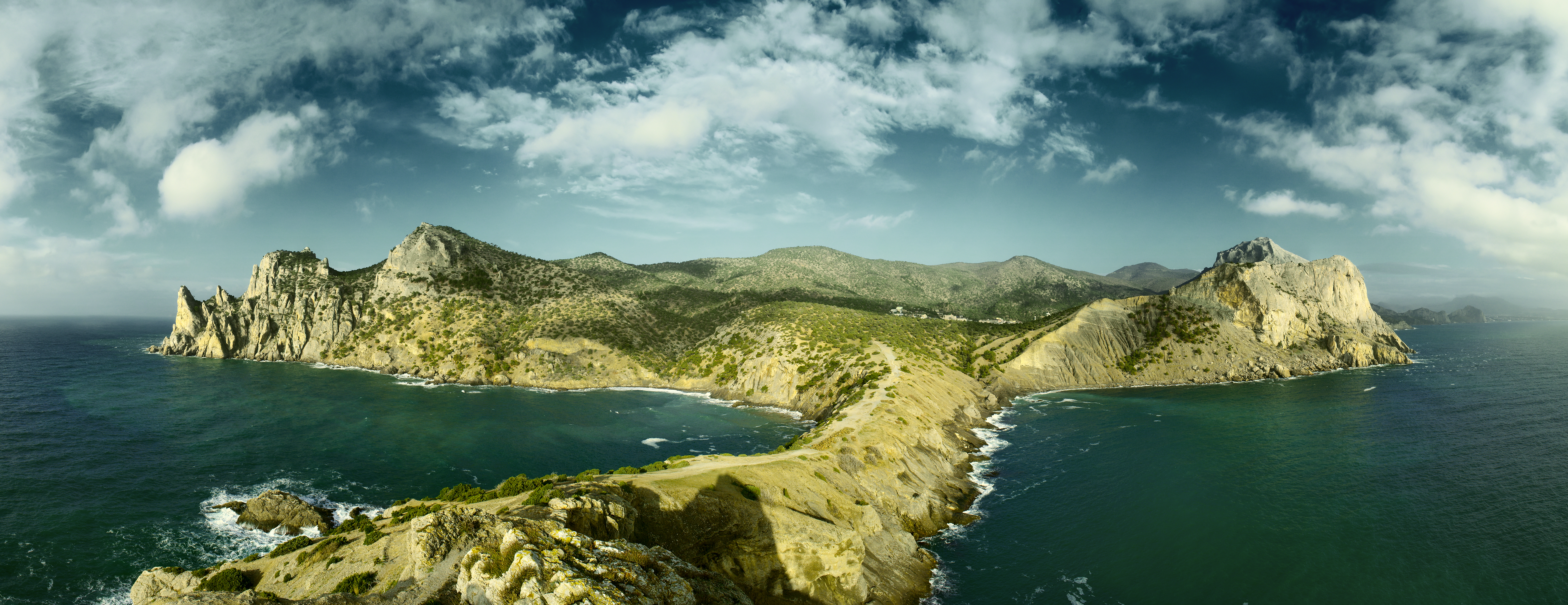
Вид с мыса Капчик

В теле хребта проходит тектонический разлом, вследствие которого образовался сквозной грот.